# 皮夏涅 (舊別利斯克區)
49°16′9″N 38°57′4″E / 49.26917°N 38.95111°E
皮夏內（烏克蘭語：Піщане）是位於烏克蘭東部的村莊，由盧甘斯克州舊比利斯克區的奇米里夫卡市鎮負責管轄。該村始建於1835年，面積1.65平方公里，海拔高度66米，2001年人口1,835，人口密度每平方公里1,148.4人。